# 1935 en mathématiques
Cet article présente les faits marquants de l'année 1935 en mathématiques.

## Évènements
- Les mathématiciens Alonzo Church et Alan Turing établissent indépendamment la solution au problème de la décision (1935-1936) posé par David Hilbert[1].

## Naissances
- 4 janvier : Ronald Brown, mathématicien britannique.

- 2 février : Jean-Louis Verdier (mort en 1989), mathématicien français.

- 10 février : Ralph Tyrrell Rockafellar, mathématicien américain.

- 7 avril : Graciela Salicrup (morte en 1982), architecte, archéologue et mathématicienne mexicaine.

- 12 avril : Keith Moffatt, mathématicien et professeur britannique.

- 22 avril : Bhama Srinivasan, mathématicienne indo-américaine.

- 16 mai : Petr Vopěnka (mort en 2015), mathématicien tchécoslovaque, puis tchèque.

- 20 mai : Vladimir Levenshtein (mort en 2017), mathématicien et informaticien russe.

- 1er juin : Jacqueline Naze Tjøtta (morte en 2017), mathématicienne norvégienne.

- 14 juin : Louise Hay (morte en 1989), mathématicienne américaine.

- 9 juillet : Andrée Ehresmann, mathématicienne française.

- 20 juillet : Hannelore Bernhardt, historienne des mathématiques et des sciences allemande.

- 22 juillet : John R. Stallings (mort en 2008), mathématicien américain.

- 20 août : David Ruelle, physicien, mathématicien français d'origine belge.

- 30 août : Alexandra Bellow, mathématicienne roumaine.Iakov Sinaï

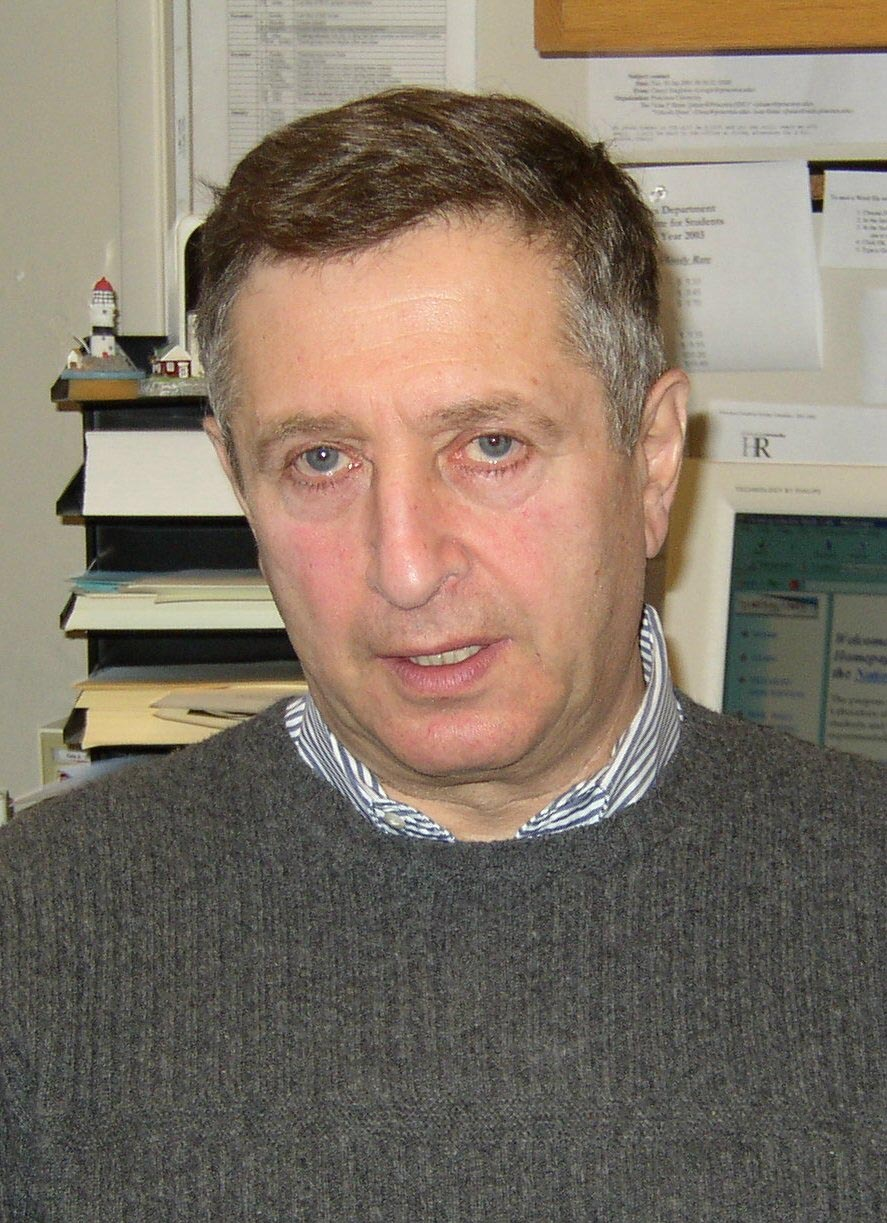
Iakov Sinaï

- 21 septembre : Iakov Sinaï, mathématicien et physicien russe.

- 25 septembre : Adrien Douady (mort en 2006), mathématicien français.

- 29 septembre : Hillel Furstenberg, mathématicien israélien.

- 21 octobre : Evgeny Golod (mort en 2018), mathématicien soviétique, puis russe.

- 26 octobre :
  - Gloria Conyers Hewitt, mathématicienne américaine.
  - Radha Charan Gupta, historien des mathématiques indien.

- 31 octobre : Ronald Graham, mathématicien américain.

- 16 novembre : Ryszard Engelking, mathématicien polonais.

- 6 décembre : Vladimir Vapnik, mathématicien russe.

### Date non précisée
- Lucien Chambadal, professeur de mathématiques français.

- Vinicio Villani (mort en 2018), mathématicien italien.

## Décès

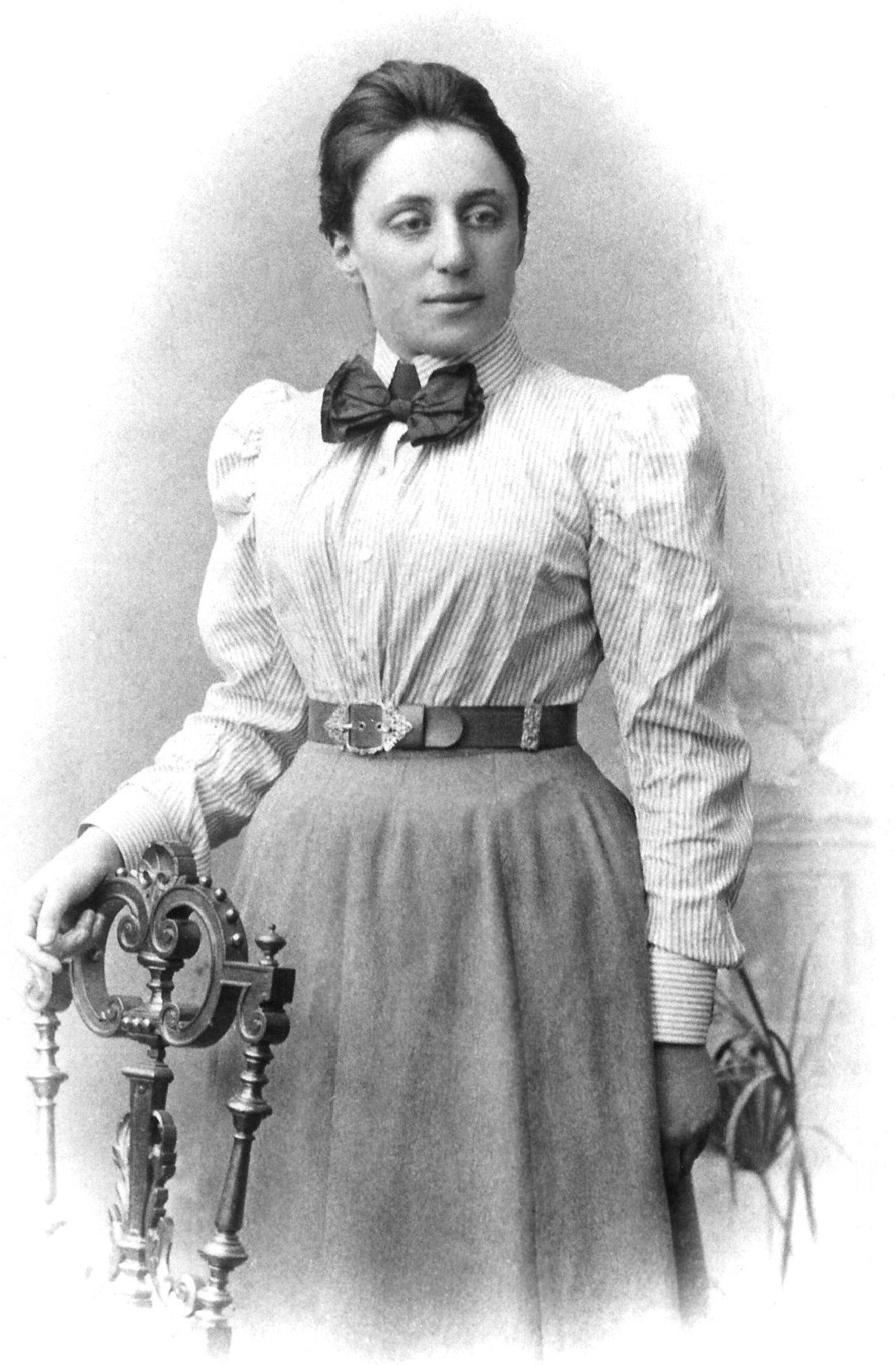
Emmy Noether

- 28 janvier : Gustav von Escherich (né en 1849), mathématicien autrichien.

- 18 mars : Bertram Martin Wilson (né en 1896), mathématicien britannique.

- 14 avril : Emmy Noether (née en 1882), mathématicienne allemande.

- 8 juin : Alexander von Brill (né en 1842), mathématicien allemand.

- 29 novembre : Ivar Bendixson (né en 1861), mathématicien suédois.